# Straßenbaulast (Deutschland)
Unter einer Straßenbaulast versteht man im Verkehrswesen und Straßen- und Wegerecht Deutschlands die durch Gesetz übernommene Verpflichtung einer Gebietskörperschaft, den Straßenbau, die Nutzungsänderung, Straßenerhaltung, Straßenunterhaltung und den Betrieb öffentlicher Straßenverkehrsflächen zu übernehmen.

## Allgemeines
Das Gemeinwesen verteilt die Zuständigkeit für einzelne Straßen des gesamten Straßennetzes auf einzelne, hierarchisch gegliederte Gebietskörperschaften. Die Straßenbaulast obliegt dabei meist einer Behörde, welche als Straßenbaulastträger die Straßenbau-, Unterhaltungs- und Verkehrssicherungspflicht wahrzunehmen hat. Die Straßenbaulast wird nach herrschender Meinung als eine gesetzlich geregelte öffentliche Aufgabe verstanden, die dem Straßenbaulastträger ausschließlich im Allgemeininteresse auferlegt ist.
Zusammen mit der Widmung und dem Gemeingebrauch gehört die Straßenbaulast zu den traditionellen Inhalten des öffentlichen Straßen- und Wegerechts in Deutschland. Das Wesen der Straßenbaulast ist komplex und mitunter geprägt von Sonderfallkonstellationen.

## Umfang
Die Straßenbaulast und die damit verbundene Pflicht zum Bau und Unterhalt von öffentlichen Straßen erstreckt sich nicht nur auf den Straßenkörper als solchen. Zum Umfang gehört vielmehr alles, was erforderlich ist, um die Straße der Öffentlichkeit als Verkehrsweg in tauglichem Zustand zur Verfügung zu stellen. Dies umfasst im Regelfall Bauwerke im Verlauf der Straße (wie zum Beispiel Straßenbrücken, Straßentunnel, Lärmschutzwände usw.) und auch Teile der Straßenausstattung. Aber auch Nebenanlagen sowie Nebenbetriebe fallen meist in die Straßenbaulast der jeweils zuständigen Gebietskörperschaft. Darüber hinaus zählen übergeordnete Bereiche, wie etwa die Verkehrsplanung oder der Grunderwerb dazu. Es gibt jedoch auch Themen, die in den Straßen- und Wegegesetzen explizit nicht zur Straßenbaulast gerechnet werden. Dazu gehören die Straßenreinigung sowie teilweise die Beleuchtung. Hierbei handelt sich eigentlich um betriebliche Leistungen der Straßenbauverwaltungen, die auch an Dritte (beispielsweise private Grundstückseigentümer) übertragen werden können. Die Beleuchtung von Gemeindestraßen gilt eher als kommunale Aufgabe im Rahmen der Selbstverwaltung. Einen Sonderfall stellen Verkehrszeichen und Verkehrseinrichtungen dar. Die Verpflichtung für deren Bau und Unterhaltung durch den Straßenbaulastträger wird nicht durch die Straßen- und Wegegesetze, sondern durch § 5b Straßenverkehrsgesetz festgelegt.
Unselbständige Radwege, auch straßenbegleitende Radwege genannt, welche zur parallel verlaufenden Straße gehören, sind in der Regel der gleichen Baulastträgerschaft zuzuordnen.

## Räumliche Abgrenzung
Dem Territorialitätsprinzip folgend bedarf die Straßenbaulast einer räumlichen Abgrenzung. Die Baulastgrenzen werden im Regelfall durch Widmung festgelegt.
Wenn sich Straßen bzw. Verkehrsflächen unterschiedlicher Straßenbaulastträger berühren oder überschneiden, muss eine Baulastgrenze zwischen den beiden Gebietskörperschaften vereinbart werden. Sich berührende Straßenbaulasten treten beispielsweise häufig bei Ortsdurchfahrten in kleineren Gemeinden auf. In diesem Fall wird die Baulast für die Fahrbahn im Regelfall der Gebietskörperschaft übertragen, der auch die anschließende freie Strecke unterstellt ist. Die seitlichen Gehwege fallen dagegen in die Baulast der Gemeinde.
Eine Abgrenzung muss auch dann festgelegt werden, wenn die Straße an einen anderen öffentlichen Verkehrsweg (Eisenbahn, Wasserstraße etc.) angrenzt oder diesen kreuzt.

## Straßenkategorien
Der Straßenbaulastträger ist das wesentliche Merkmal für die Klassifikation der Straßen nach Straßenkategorien.
In Deutschland sind der Bund der Straßenbaulastträger für die Bundesautobahnen und Bundesstraßen, die Bundesländer für die Landesstraßen, die Landkreise, kreisfreie Städte oder Stadtkreise (letzteres nur noch in Baden-Württemberg) für die Kreisstraßen und die Gemeinden für die Gemeindestraßen.
| Straßenbaulastträger                       | Straßenkategorie               | Beispiele                                    |
| ------------------------------------------ | ------------------------------ | -------------------------------------------- |
| Bund                                       | Bundesautobahnen Bundesstraßen | A4 · B55                                     |
| Bundesländer                               | Landesstraßen                  | L 232                                        |
| Landkreise, kreisfreie Städte, Stadtkreise | Kreisstraßen                   | K 125                                        |
| Gemeinden                                  | Gemeindestraßen                | Innerortsstraßen, Gemeindeverbindungsstraßen |

Diese Abgrenzung erscheint manchmal nicht konsequent, folgt aber den Regeln: Während in Köln die Straßenbaulast für die Deutzer Brücke im Zuge der L 111 bei der Stadt Köln liegt, ist Straßenbaulastträger der Rheinbrücke Köln-Rodenkirchen der Bund, weil sie eine Autobahnbrücke der Bundesautobahn 4 ist.
Eine Ausnahme bildet das Saarland, denn hier ist die Straßenkategorie der Kreisstraße ebenfalls dem Land zugewiesen (§ 46 Abs. 2 SaarlStrG). In den Stadtstaaten Berlin, Hamburg und Bremen fallen alle Straßen mit Ausnahme der Bundesfernstraßen in die Straßenbaulast der jeweiligen Stadt (§ 7 Abs. 1 BerlStrG, § 12 Abs. 1 HWG, § 11 Abs. 1 BremLStrG).
Es besteht auch die Möglichkeit, dass für gewisse Wegearten andere Baulastträger in Betracht kommen. Dies kann beispielsweise bei Teilnehmergemeinschaften von Flurbereinigungen bei Wirtschaftswegen der Fall sein.

## Aufgaben
Generell benennt § 74 Abs. 1 Nr. 22 Grundgesetz „den Bau und die Unterhaltung von Landstraßen für den Fernverkehr“ als konkurrierende Gesetzgebung. Die Straßenbaulast findet sich im Bundesrecht in § 3 Abs. 1 FStrG und umfasst „alle mit dem Bau und der Unterhaltung der Bundesfernstraßen zusammenhängenden Aufgaben“. Der Straßenbaulastträger hat gemäß § 3 FStrG für den Bau, die Unterhaltung und Verkehrssicherung der Straßen zu sorgen. Das gilt auch für den Brückenbau, sofern es sich um Straßenbrücken handelt. Zur Verkehrssicherungspflicht gehört auch bei Schnee- und Eisglätte die Räumung und Streuung sowie die Bauaufsicht: Hochbauten dürfen entlang der Autobahnen nur mit einem Abstand von 40 Metern, entlang der Bundesstraßen ab 20 Metern errichtet werden (§ 9 FStrG). Die Straßenbaulastträger haben nach ihrer Leistungsfähigkeit die Straßen in einem dem regelmäßigen Verkehrsbedürfnis genügenden Zustand zu bauen, zu unterhalten, zu erweitern oder sonst zu verbessern; dabei sind die sonstigen öffentlichen Belange einschließlich des Umweltschutzes sowie die Belange der Menschen mit Behinderungen und der Menschen mit Mobilitätsbeeinträchtigungen mit dem Ziel, möglichst weitreichende Barrierefreiheit zu erreichen, zu berücksichtigen.
Eine gleichlautende Regelung gibt es im Landesrecht. So umfasst gemäß § 9 Straßen- und Wegegesetz NRW die Straßenbaulast alle mit dem Bau und der Unterhaltung öffentlicher Straßen zusammenhängende Aufgaben.
In der Fachliteratur werden die genannten Aufgaben – basierend auf den vorgenannten Gesetzen – folgendermaßen konkretisiert:
- Neubau: Erstmalige Herstellung einer Straße;
- Erweiterung oder sonstige Verbesserung: Ausbau oder bauliche Verbesserung einer Straße;
- Unterhaltung: Instandhaltung und Instandsetzung von Straßen;
- Erneuerung: Neuherstellung einer bestehenden Straße;
- Wiederherstellung: Neuerrichtung einer beschädigten Straße in veränderter oder unveränderter Form.

Bei der Erfüllung der Aufgaben sind neben den sonstigen öffentlichen Belangen auch der Umweltschutz und Belange von Menschen mit Mobilitätsbeeinträchtigungen zu berücksichtigen.

## Schranken
Der Gesetzgeber hat den Straßenbaulastträgern zwei Schranken für ihr Handeln auferlegt. So haben sie ihre Aufgaben „nach ihrer Leistungsfähigkeit“ zu erfüllen und gleichzeitig einen Zustand herzustellen, der einem „regelmäßigen Verkehrsbedürfnis genügt“ (§ 3 FStrG). Leistungsfähigkeit meint hier allein die ausreichende Verfügbarkeit finanzieller Mittel aus dem öffentlichen Haushalt. Aus den beiden genannten Schranken ergibt sich ein großer Ermessensspielraum für die Straßenbaulastträger. Weist beispielsweise eine öffentliche Straße gravierende Schäden auf und verfügt der Straßenbaulastträger über hinreichende finanzielle Mittel für eine Sanierung, so genügt nicht bloß das Aufstellen eines Gefahrenzeichens, sondern er muss die Straßensanierung vornehmen, um einen Straßenzustand (wieder) herzustellen, der einem regelmäßigen Verkehrsbedürfnis genügt.
Die Straßenbaulast stellt eine der Kommunalaufsichtsbehörde gegenüber bestehende öffentlich-rechtliche Verpflichtung dar. Sie ist eine lediglich der Allgemeinheit und der Aufsichtsbehörde gegenüber bestehende öffentlich-rechtliche Verpflichtung („Last“), die für die einzelnen Straßenbenutzer keine Ansprüche auf Erfüllung und keine Schadensersatzansprüche wegen ihrer Körperverletzung gewährt. Ihre Körperverletzung – etwa durch Straßenschäden auf dem Bürgersteig – begründet insbesondere keinen Schadensersatzanspruch wegen Amtspflichtsverletzung nach § 839 BGB, weil die aus der Straßenbaulast folgenden Pflichten keine Amtspflichten sind, die den einzelnen Straßenbenutzern gegenüber bestehen. Im zitierten Urteil stelle der Bundesgerichtshof (BGH) klar, dass die Straßenreinigungspflicht regelmäßig nicht zur Straßenbaulast, wohl aber zur Verkehrssicherungspflicht gehört.

## Ortsdurchfahrten
Ortsdurchfahrten bilden zwar keine eigene Straßenkategorie, bei der Straßenbaulast nehmen sie jedoch eine Sonderstellung ein. Nach dem Grundprinzip der ungeteilten Straßenbaulast bekommen Gemeinden die Straßenbaulast einer Ortsdurchfahrt übertragen, wenn sie eine gewisse Einwohnerzahl aufweisen und damit über entsprechende finanzielle Mittel verfügen. Bei den Bundesstraßen nennt das Bundesfernstraßengesetz entsprechende Einwohnerzahlen und bei Landesstraßen und Kreisstraßen das in dem Bundesland jeweils gültige Straßengesetz. Erreicht die Gemeinde nicht die maßgebende Einwohnerzahl, so wird die Baulast in Längsrichtung geteilt. Straßenbaulastträger der Fahrbahn ist der Straßenbaulastträger der freien Strecke und die Gemeinde übernimmt die Baulast für die Seitenbereiche (Geh- und Radwege, Parkstreifen etc.).
Für Ortsdurchfahrten im Zuge von Bundesstraßen (nicht jedoch Bundesautobahnen) liegt die Straßenbaulast bei der entsprechenden Gemeinde, wenn diese mehr als 80.000 Einwohner hat (§ 5 Abs. 2 FStrG). Mit Zustimmung der obersten Kommunalaufsichtsbehörde kann die Straßenbaulast jedoch bei der Gemeinde verbleiben, wenn diese unter eine Einwohnerzahl von 80.000 fällt. Außerdem können Gemeinden mit mehr als 50.000 Einwohnern mit Zustimmung der obersten Kommunalaufsichtsbehörde verlangen, dass ihr die Baulast übertragen wird (§ 5 Abs. 2a FStrG).
Erfolgt die Zuweisung der Straßenbaulast nicht an den gesetzlich vorgesehenen Träger, sondern an einen anderen Träger, so spricht man von einer Sonderbaulast.

## Wechsel des Trägers
Unter bestimmten Voraussetzungen kann ein Wechsel des Straßenbaulastträgers notwendig werden. Dies kommt beispielsweise vor, wenn eine Straße einer Umstufung unterliegt und sie in der Folge einer anderen Straßenkategorie zugeordnet wird. Im Falle eines Wechsels des Straßenbaulastträgers legt der Gesetzgeber fest, dass für die finanzielle und rechtliche Überleitung zu sorgen ist (§ 6 FStrG sowie das jeweilige Straßen- und Wegegesetz des Landes). Vorgesehen ist grundsätzlich ein entschädigungsloser Übergang des Eigentums mitsamt allen Rechten und Pflichten (beispielsweise Sondernutzungen, Planfeststellungsauflagen usw.). Wechselseitige Ansprüche werden nicht ausgelöst.

## Abgrenzung
Auch wenn Straßenbaulast und Baulast sprachlich ähneln und einen identischen Begriffsinhalt zu haben scheinen, sind sie völlig unterschiedlich. Die im Baurecht und Bauordnungsrecht vorkommenden Baulasten sind gemäß § 61 Abs. 1 BauGB die einem privaten Grundstückseigentümer von der Baugenehmigungsbehörde in einer Baugenehmigung auferlegten öffentlich-rechtlichen Verpflichtungen zu einem das Grundstück betreffenden Tun, Dulden oder Unterlassen.